# جلكيات مايو
جلكيات المايو (الاسم العلمي:†Mayomyzontidae) هي فصيلة منقرض من اللافكيات تتبع رتبة الجلكيات من طائفة مستديرات الفم.

## التصنيف
- †جلكى مايو
- †الهاردستية